# Alex Abouladzé
Pour les articles homonymes, voir Abouladzé.
Alex Abouladzé, né le 5 mars 1945 à Héricourt (Haute-Saône, France) et mort le 8 août 1978 à Besançon (France), est un poète français.

## Biographie
Originaire de la région de Montbéliard, Alex Abouladzé est le fils d'un immigré géorgien, qui a fui la Géorgie avec d'autres étudiants au moment de l'invasion du pays par l'armée soviétique, et qui s'est établi dans l'est de la France pour travailler notamment aux usines Peugeot de la région de Montbéliard. Alex Abouladzé fait ses études secondaires à Audincourt et Valentigney, dans le Doubs. Il exerce alors plusieurs petits métiers, avant de suivre au début des années 1970 des cours à la faculté de lettres de Besançon, où il obtient une licence de lettres modernes. Il mène ensuite une vie aventureuse, avec notamment des voyages au Maroc ou en rejoignant une communauté présente en Corse. Il exerce alors divers métiers pendant des périodes plus ou moins courtes, et suit les cours d'une école à Romans où il apprend à dessiner des chaussures. Sa vie comme son œuvre sont marquées par la recherche d'un « ailleurs », qu'il nomme la Troisième Rive, thème récurrent dans ses poèmes.
En 1975 aux côtés de Pierre Perrin de Chassagne, il fonde la revue Possibles. En juin de la même année, il publie le recueil de poèmes L'Espace vide dans une édition ronéotypée, puis en avril 1977, son livre sort aux éditions Saint-Germain-des-Prés, fondées par Jean Breton. Plusieurs poèmes de ce recueil, seront mis en musique par le groupe Troisième Rive. Il est à l'origine de l'existence, du nom et du projet artistique de ce groupe, créé après sa rencontre avec Maurice Boguet (jeune auteur compositeur originaire de la même région). À ce dernier la découverte des textes du poète donne l'idée de les mettre en musique. L'expérience concluante d'un premier morceau convainc les deux artistes de poursuivre leur étroite collaboration dans Troisième Rive, groupe dans lequel Alex Abouladzé est très impliqué et pour qui il modifie parfois ses poèmes en fonction des contraintes musicales.
À l'instar d'Antonin Artaud et d'autres poètes, Alex Abouladzé fait partie de ces artistes dont la vie et l'œuvre sont intimement mêlées, et qui finissent par y brûler leur existence même. Les dernières années de sa vie le voient dériver dans une fragilité de plus en plus grande, renforcée encore après sa découverte du LSD. Ceci l'amène à effectuer plusieurs séjours en hôpital psychiatrique.
Sa poésie fait tour à tour appel à des inspirations d'une portée cosmique, philosophique ou spirituelle, et à des descriptions de paysages industriels comme ceux qui ont baigné son enfance. Elle se caractérise aussi par une étonnante faculté à faire jaillir des images des mots du quotidien.
Il se suicide le 8 août 1978 à Besançon, à l'âge de 33 ans, laissant derrière lui comme unique témoignage de ses visions poétiques un seul recueil, L'Espace Vide.

## Œuvre
- L'Espace vide, éditions Saint-Germain-des-Prés, 1er janvier 1977, 107 p. (ISBN 2243004054 et 978-2243004052)